# Terateleotris
Terateleotris is een monotypisch geslacht van straalvinnige vissen uit de familie van de zeegrondels (Odontobutidae).

## Soort
- Terateleotris aspro (Kottelat, 1998)